# Петралица
Петралица или Петърлица (на македонска литературна норма: Петралица) е село в Северна Македония, в община Ранковце.

## География
Селото е разположено в областта Славище североизточно от общинския център Ранковце.

## История
В края на XIX век Петралица е голямо българско село в Кривопаланска каза на Османската империя. Църквата „Свети Георги“ е от XIX век. Според статистиката на Васил Кънчов („Македония. Етнография и статистика“) от 1900 година Петърлица е населявано от 1750 жители българи християни и 130 цигани.
Цялото християнско население на селото е под върховенството на Българската екзархия. По данни на секретаря на екзархията Димитър Мишев („La Macédoine et sa Population Chrétienne“) в 1905 година в Петърища има 1920 българи екзархисти и в селото функционира българско училище. Според секретен доклад на българското консулство в Скопие всичките (общо 275 християнски къщи, отделно има 25 турски) къщи в селото през юни 1906 година под натиска на сръбската пропаганда в Македония признават Цариградската патриаршия, но след Младотурската революция от 1908 година 30 къщи се връщат към Българската екзархия.
При избухването на Балканската война в 1912 година 60 души от Петърлица (Петралица) са доброволци в Македоно-одринското опълчение.
По време на Първата световна война Петърлица е център на община в Кривопаланска околия и има 1949 жители.
Според преброяването от 2002 година селото има 669 жители.
| Националност     | Всичко |
| северномакедонци | 667    |
| албанци          | 0      |
| турци            | 0      |
| роми             | 0      |
| власи            | 0      |
| сърби            | 1      |
| бошняци          | 0      |
| други            | 1      |

## Личности
Родени в Петралица
- Ангел Димитров Пешов, македоно-одрински опълченец, 27-годишен, 2 рота на 2 скопска дружина, убит при Султан тепе на 18 юни 1913[7][8]
- Кузман Д. Бакалов, македоно-одрински опълченец, щаб на 2 скопска дружина, носител на кръст „За храброст“ IV степен[9]
- Марко Д. Бакалов, македоно-одрински опълченец, щаб на 2 скопска дружина[9]
- Симеон Спасев, български революционер, деец на ВМОРО, четник на Петко Стефанов в 1915 година[10]
- Трайко Кръстев, български революционер от ВМОРО, четник на Димитър Кирлиев[11]

Починали в Петралица
- Александър Пипонков (Чапай) (1920-1944), български партизанин
- Ангел Малински (? – 1902), български революционер, деец на ВМОРО в Кумановско
- Богдан Югович Хайнц (1880 - 1905), войвода на Сръбската пропаганда в Македония
- Боривое Йованович (? - 1905) (войвода Брана), деец на Сръбската пропаганда в Македония
- Никола Георгиев Найденов, български военен деец, подпоручик, загинал през Втората световна война[12]
- Новица Леовац (? – 1905), сръбски четнически деец
- Петър Попташкович (? – 1905), сръбски четнически деец
- Стоян Николов Танов, български военен деец, поручик, загинал през Втората световна война[13]
- Стефан Костадинов Пилафов - Борю (1925 - 1944), български партизанин от Черногорово от отряда на Александър Пипонков, загинал през Втората световна война